# Condado de Union (Indiana)
El condado de Union (en inglés: Union County) es un condado en el estado estadounidense de Indiana. En el censo de 2000 el condado tenía una población de 7349 habitantes. La sede de condado es Liberty. El condado fue formado en 1821 a partir de porciones de los condados de Fayette, Franklin y Wayne.

## Geografía
Según la Oficina del Censo, el condado tiene un área total de 428 km² (165 sq mi), de la cual 418 km² (161 sq mi) es tierra y 10 km² (4 sq mi) (2,24%) es agua.

### Condados adyacentes
- Condado de Wayne (norte)
- Condado de Preble, Ohio (este)
- Condado de Butler, Ohio (sureste)
- Condado de Franklin (sur)
- Condado de Fayette (oeste)

## Autopistas importantes
- U.S. Route 27
- Ruta Estatal de Indiana 44
- Ruta Estatal de Indiana 101
- Ruta Estatal de Indiana 227

## Demografía
En el  censo de 2000, hubo 7349 personas, 2793 hogares y 2072 familias residiendo en el condado. La densidad poblacional era de 46 personas por milla cuadrada (18/km²). En el 2000 había 3077 unidades habitacionales en una densidad de 19 por milla cuadrada (7/km²). La demografía del condado era de 98,69% blancos, 0,23% afroamericanos, 0,27% amerindios, 0,19% asiáticos, 0,01% isleños del Pacífico, 0,16% de otras razas y 0,44% de dos o más razas. 0,30% de la población era de origen hispano o latino de cualquier raza. 
La renta promedio para un hogar del condado era de $36 672 y el ingreso promedio para una familia era de $41 752. En 2000 los hombres tenían un ingreso medio de $31 859 versus $21 617 para las mujeres. La renta per cápita para el condado era de $19 549 y el 9,70% de la población estaba bajo el umbral de pobreza nacional.

## Ciudades y pueblos
- Brownsville
- Dunlapsville
- Liberty
- West College Corner